# Ubuntu Server
Ubuntu Server (voorheen Ubuntu Server Edition) is een Linuxdistributie die voornamelijk bedoeld is voor serverdoeleinden. Standaard heeft deze distributie dan ook geen grafische gebruikersomgeving. Ubuntu Server is gebaseerd op Debian en maakt gebruik van de APT-pakketbeheerder.

## Verspreiding
Ubuntu Server is vrije software en gratis beschikbaar. Het besturingssysteem kan worden gedownload en vervolgens op cd of usb-stick worden gezet. Canonical biedt ook de mogelijkheid om installatiemedia te bestellen.

## Ondersteuning
Ubuntu Server wordt vanuit de gemeenschap ondersteund. Daarnaast biedt Canonical de mogelijkheid om tegen betaling telefonische ondersteuning aan te vragen.